# Нх. Дини
Нх. Дини (индон. Nh. Dini; 29 февраля 1936, Семаранг — 4 декабря 2018, Семаранг) — индонезийская писательница. Писала под псевдонимом, настоящее имя Нурхаяти Сри Хардиани Сити Нукатин (индон.  Nurhayati Sri Hardini Siti Nukatin).

## Биография
Бугийка по национальности. Младшая из пяти детей в семье. В 1956 году окончила среднюю школу с гуманитарным уклоном в Семаранге. В 1956—1960 гг. работала стюардессой авиакомпании «Гаруда». В 1960 году вышла замуж за французского консула в Кобе (Япония). Три года жила в Японии, затем в Камбодже, в 1966 году во Франции, в 1967 году — на Филиппинах, в 1976 — в Детройте (США). В 1980 году развелась с мужем и, вернувшись в Индонезию, поселилась в Семаранге. В 1986 году основала там читальню своего имени. В 2003 году переехала Слеман (особый округ Джокьякарта). В последние годы жила в пансионате для престарелых в Унгаране. Погибла в автокатастрофе под Семарангом. Похоронена на кладбище «Кедунгмунду» в Семаранге.

## Творчество
Первые рассказы и стихи опубликовала в журнале «Фемина» ещё будучи школьницей. Вместе со старшим братом Тегухом Асмарой принимала участие в радиопостановках, тексты для которых они писали совместно. В 1956 г. опубликовала первый сборник рассказов «Два мира», определивший дальнейшее направление её творчества: борьба женщин за равные юридические и экономические права, за равноправие в социальной и бытовой сферах. В последующем писала в основном повести. Всего опубликовала более 20 книг — почти все феминистской направленности. Перевела также несколько книг с французского: «Чума» Албера Камю (1985) и «Двадцать тысяч льё под водой» Жюля Верна (2004).

## Семья
- Отец Сальёвиджо, мать Кусамина
- Муж Ив Коффен — французский дипломат
- Дети: дочь Мари-Клэр Линтанг (род. 1961, живёт в Канаде), сын Пьер-Луи Паданг (Pierre Louis Padang) (род. 1967) — французский аниматор, режиссёр, и актёр озвучивания.

## Награды
- Победитель конкурса радиопьес Центральной Явы (1956).
- Вторая премия журнала «Састра» за рассказ «Снежный дом» (1963)
- Первая премия журнала Le Mond и Radio France Internasionale за рассказы на французском языке (1987)
- Культурная премия министерства образования и культуры (1989)
- Премия губернатора Центральной Явы (1991)
- Литературная премия  Юго-Восточной Азии (2003)
- Премия Франкофонии (2008)
- Премия Ахмада Бакри (2011)
- Lifetime Achievement Award Ubud Writers and Readers Festival (2017)

## Публикации
- Dua Dunia (Два мира) (1956)
- Hati yang Damai (Мирное сердце) (1961, 1998)
- Pada Sebuah Kapal (На корабле) (1973),
- La Barka (Барка) (1975)
- Namaku Hiroko (Меня зовут Хироко) (1977),
- Keberangkatan (Отправление) (1977)
- Sebuah Lorong di Kotaku (Улица в моём городе) (1978)
- Padang Ilalang di Belakang Rumah (Поле с илалангом позади дома) (1979)
- Langit dan Bumi Sahabat Kami (Небо и земля нашего друга) (1979)
- Sekayu (Секаю) (1981)
- Amir Hamzah Pangeran dari Negeri Seberang (Амир Хамза -принц из другой страны) (1981)
- Kuncup Berseri (Сияющий бутон) (1982)
- Tuileries (Тюильри) (1982)
- Segi dan Garis (Сторона и линия) 1983)
- Orang-orang Tran (Люди Тана) (1985)
- Pertemuan Dua Hati (Встреча двух сердец) (1986)
- Jalan Bandungan (Бандунгская улица) (1989)
- Liar (Дикий) (1989)
- Istri Konsul (Жена консула) (1989)
- Tirai Menurun (Занавес опущен) (1995)
- Dharma Seorang Bhikku (Дхарма бхикшу) (1997)
- Kemayoran (Кемайоран) (2000)
- Dari Parangakik ke Kamboja (Из Парангакика в Камбоджу) (2003)
- Dari Rue Saint Simon ke Jalan Lembang (С улицы Св. Симона на улицу Лембанг) (2012)

## Перевод на русский язык
- Дини Н. Женщина из лавки. Рассказ. Перевод О. Матвеева // Нусантара. Юго-Восточная Азия. Сборник материалов. — СПб., 2000. — С. 82—90.